# The Poisons
The Poisons (oprindeligt Caretakers) fra Holstebro var en dansk pigtrådsgruppe, der eksisterede i perioden 1964-1969 og primært spillede i Midt- og Nordjylland.
Gruppens startede under navnet Caretakers og bestod da af:
- Erik Boas Pedersen, bas
- Erik Lindebjerg, trommer
- Poul "Trikker" Svane, singleguitar
- Vagn Gade, rytmeguitar

Gruppen blev byens mest populære efter, at Palle Thy Christensen kom med i gruppen som sanger i 1965. Stilen var kun tidens hits som Hollies, The Beatles og Rolling Stones. Gruppen skiftede trommeslager til Jørgen Peter Jørgensen - JP omkring midt 1964 og ny guitarist Johnny Thingsager Madsen omkring 1965. Gruppen mistede Palle Thy efter sommeren 1966, og fortsatte kort som kvartet, indtil Henning Stærk sang, Poul "Trikker", orgel, som var ude af gruppen i næsten et år, og Tommy "Liden" Johansen trådte ind efter opløsningen af et andet af byens pigtrådsorkestre The Road Runners. Denne konstellation opnåede at blive nummer 2 ved Danmarksmesterskaberne i pigtrådsmusik arrangeret af ungdomsbladet Børge i 1967. Den ekstra omtale gav en pladeindspilning, og indspilningen Reach Out I’ll Be There var en af de første danske singleplader i stereo udsendt i november 1967. Pladen blev indspillet uden Tommy "Liden", der nu var ude af gruppen. Han fortsatte siden i de lokale Think, og lavede siden et album med tekster af P. Sørensen-Fugholm.
På tidspunktet for gruppens opløsning omkring 1969 bestod gruppen af:
- Henning Stærk Jacobsen, sang
- Johnny Thingsager Madsen, singleguitar
- JP (Peder Jørgensen), trommer
- Søren Vistisen, bas

Efter gruppens opløsning fortsatte Johnny T. Madsen, Erik Boas Pedersen og Henning Stærk sammen med Hans Erik Lerchenfeld under navnet Chapter Three, inden de blev en del af Jackie Boo Flight. De tre musikere er siden kendt fra solokarrierer og/eller andre grupper (bl.a. Gnags og tv·2).
Den oprindelige Poisons-besætning spillede for første gang sammen siden 1960'erne på Holstebro Museum 7. oktober 2007 i forbindelse med åbningen og præsentationen af bogprojektet og udstillingen "Da Maren blev elektrisk", som omhandlede Holstebros musikliv i 1960'erne. Til denne koncert spillede Hans Erik Lerchenfeld med i stedet for Johnny Thingsager Madsen, der døde i 2002. 

## Diskografi
- Reach Out I’ll Be There (1967)